# Dzema Peak
Dzema Peak är en bergstopp i Antarktis. Den ligger i Västantarktis. Inget land gör anspråk på området. Toppen på Dzema Peak är 2 570 meter över havet, eller 645 meter över den omgivande terrängen. Bredden vid basen är 3,2 km.
Terrängen runt Dzema Peak är kuperad åt nordväst, men åt sydost är den bergig. Trakten är obefolkad. Det finns inga samhällen i närheten.